# Coelostoma bifidum
Coelostoma bifidum – gatunek chrząszcza z rodziny kałużnicowatych i podrodziny Sphaeridiinae. Występuje endemicznie w Chinach.

## Taksonomia
Gatunek ten opisali po raz pierwszy Jia Fenglong, Paul Aston i Martin Fikáček w 2014 roku. Jako miejsce typowe wskazano Shuangxikou w Jinggangshanie w chińskiej prowincji Jiangxi. Epitet gatunkowy oznacza po łacinie „rozdwojony” i odnosi się do budowy edeagusa.
W obrębie rodzaju Coelostoma gatunek ten zaliczany jest do podrodzaju Lachnocoelostoma, który w Chinach reprezentują również C. coomani, C. gentilii, C. hajeki, C. hongkongense, C. horni, C. huangi, C. jaculum, C. jaechi, C. phallicum, C. phototropicum, C. tangliangi, C. transcaspicum, C. turnai, C. vagum oraz C. wui.

## Morfologia
Chrząszcz o owalnym, silnie wysklepionym ciele długości od 4,7 do 5,2 mm i szerokości od 3 do 3,2 mm. Ubarwiony jest czarno z żółtawymi do rudobrązowych narządami gębowymi i czułkami, ciemnorudymi udami i goleniami, jasnorudymi stopami oraz rudym owłosieniem spodu ciała. Głowa i pokrywy mają wierzch punktowany gęsto i umiarkowanie grubo, przy czym boki pokryw punktowane są silniej, ale punkty te nie tworzą tam rzędów. Przedplecze natomiast punktowane jest nieco delikatniej. Czułki buduje dziewięć członów i wieńczy luźno zestawiona buławka. Tarczka jest niewiele dłuższa niż szeroka, punktowana tak jak przedplecze. Odnóża mają w tyle ud głębokie bruzdy do chowania goleni. Uda środkowej pary są gęsto owłosione, tylnej zaś rzadko punktowane i gęsto mikrorzeźbione. Żeberka na środku przedpiersia są umiarkowanie rozwinięte i formują palcowaty wyrostek przednio-środkowy. Wyrostek śródpiersia jest wyniesiony i ma kształt grotu strzały. Środkowa część zapiersia jest mocno wyniesiona i szeroko wnika między biodra środkowej pary, łącząc się z wyrostkiem śródpiersia. Odwłok jest na spodzie gęsto owłosiony. Pierwszy z widocznych jego sternitów (wentryt) ma ostre żeberko ciągnące się od nasady za połowę długości. Piąty z wentrytów ma wierzchołkową krawędź z wykrojeniem i szeregiem tęgich szczecin. Genitalia samca mają prawie równoległoboczny w nasadowej połowie i dalej lekko zwężony, na szczycie dość głęboko wykrojony płat środkowy edeagusa. Poprzeczny gonopor położony jest w połowie jego długości. Tak długie jak płat środkowy paramery mają strony zewnętrzne zafalowane i kątowo przy wierzchołkach zagięte, a same wierzchołki ścięte.

## Ekologia i występowanie
Owad ten jest endemitem Chin, znanym z prowincji Jiangxi, Guangdong i Hongkongu. Zasiedla wody słodkie oraz korzenie, kamienie, mchy i szczątki roślinne na ich pobrzeżach.